# جاسبر (تكساس)
جاسبر (بالإنجليزية: Jasper)‏ هي مدينة أمريكية تقع في ولاية تكساس.تبلغ مساحة هذه المدينة 26.9 (كم²)،ويبلغ عدد سكانها 8247 نسمة حسب إحصاء سنة 2010 م. تشير إحصاءات سنة 2000م بأن الكثافة السكانية في هذه المدينة تقدر بـ(307.9) نسمة/كم2.

## التركيبة السكانية
حدّد مكتب تعداد الولايات المتحدة بيانات التركيبة السكانية لجاسبر في تعداد الولايات المتحدة. في ما يلي، التركيبة السكانية حسب تعدادي 2000 و2010.

### تعداد عام 2000
بلغ عدد سكان جاسبر 8,247 نسمة بحسب تعداد عام 2000، وبلغ عدد الأسر 2,888 أسرة وعدد العائلات 1,994 عائلة مقيمة في المدينة. في حين سجلت الكثافة السكانية 304.4 نسمة لكل كيلومتر مربع (788.4/ميل2). وبلغ عدد الوحدات السكنية 3,467 وحدة بمتوسط كثافة قدره 128 لكل كيلومتر مربع (331.5/ميل2).
وتوزع التركيب العرقي للمدينة بنسبة 48.26% من البيض و43.91% من الأمريكيين الأفارقة و0.44% من الأمريكيين الأصليين و0.70% من الأمريكيين ذوي الأصول الآسيوية و0.02% من سكان جزر المحيط الهادئ و5.18% من الأعراق الأخرى و1.49% من عرقين مختلطين أو أكثر و8.56% من الهسبانيون أو اللاتينيون من أي عرق.
بلغ عدد الأسر 2,888 أسرة كانت نسبة 40.3% منها لديها أطفال تحت سن الثامنة عشر تعيش معهم، وبلغت نسبة الأزواج القاطنين مع بعضهم البعض 44.7% من أصل المجموع الكلي للأسر، ونسبة 20.3% من الأسر كان لديها معيلات من الإناث دون وجود شريك، بينما كانت نسبة 4% من الأسر لديها معيلون من الذكور دون وجود شريكة وكانت نسبة 31% من غير العائلات. تألفت نسبة 27.6% من أصل جميع الأسر من عدة أفراد يعيشون في نفس المنزل ونسبة 12.6% كانت تتألف من شخص يعيش بمفرده يبلغ من العمر 65 عاماً أو أكثر. وبلغ متوسط حجم الأسرة المعيشية 2.58، أما متوسط حجم العائلات فبلغ 3.14.
بلغ العمر الوسطي للسكان 34.9 عاماً. وكانت نسبة 26.7% من القاطنين تحت سن الثامنة عشر، وكانت نسبة 7.9% بين الثامنة عشر والرابعة والعشرين عاماً، ونسبة 23.4% كانت واقعةً في الفئة العمرية ما بين الخامسة والعشرين والرابعة والأربعين عاماً، ونسبة 19.2% كانت ما بين الخامسة والأربعين والرابعة والستين، ونسبة 13.2% كانت ضمن فئة الخامسة والستين عاماً فما فوق. يوجد لكل 100 أنثى 85.2 ذكر، ويوجد لكل 100 أنثى في الثامنة عشر من عمرها فما فوق 77.7 ذكر.
بلغ متوسط دخل الأسرة في المدينة 24,671 دولارًا، أما متوسط دخل العائلة فبلغ 32,242 دولارًا. وكان متوسط دخل الذكور 28,432 دولارًا مقابل 17,266 دولارًا للإناث. وسجل دخل الفرد الخاص بالمدينة 12,997 دولارًا. وكانت نسبة 23.3% من العائلات ونسبة 28.4% من السكان تحت خط الفقر، وكان من هؤلاء نسبة 35.2% تحت سن الثامنة عشر ونسبة 23.3% في الخامسة والستين من العمر وما فوق.

### تعداد عام 2010
بلغ عدد سكان جاسبر 7,590 نسمة بحسب تعداد عام 2010، وبلغ عدد الأسر 2,890 أسرة وعدد العائلات 1,892 عائلة مقيمة في المدينة. في حين سجلت الكثافة السكانية 280.2 نسمة لكل كيلومتر مربع (725.7/ميل2). وبلغ عدد الوحدات السكنية 3,445 وحدة بمتوسط كثافة قدره 127.2 لكل كيلومتر مربع (329.4/ميل2).
وتوزع التركيب العرقي للمدينة بنسبة 45.76% من البيض و44.43% من الأمريكيين الأفارقة و0.37% من الأمريكيين الأصليين و1.46% من الأمريكيين ذوي الأصول الآسيوية و6.03% من الأعراق الأخرى و1.95% من عرقين مختلطين أو أكثر و10.83% من الهسبانيون أو اللاتينيون من أي عرق.
بلغ عدد الأسر 2,890 أسرة كانت نسبة 38.5% منها لديها أطفال تحت سن الثامنة عشر تعيش معهم، وبلغت نسبة الأزواج القاطنين مع بعضهم البعض 38.9% من أصل المجموع الكلي للأسر، ونسبة 22.3% من الأسر كان لديها معيلات من الإناث دون وجود شريك، بينما كانت نسبة 4.3% من الأسر لديها معيلون من الذكور دون وجود شريكة وكانت نسبة 34.5% من غير العائلات. تألفت نسبة 30.7% من أصل جميع الأسر من عدة أفراد يعيشون في نفس المنزل ونسبة 12.8% كانت تتألف من شخص يعيش بمفرده يبلغ من العمر 65 عاماً أو أكثر. وبلغ متوسط حجم الأسرة المعيشية 2.54، أما متوسط حجم العائلات فبلغ 3.20.
بلغ العمر الوسطي للسكان 34.9 عاماً. وكانت نسبة 29.4% من القاطنين تحت سن الثامنة عشر، وكانت نسبة 8.3% بين الثامنة عشر والرابعة والعشرين عاماً، ونسبة 22.8% كانت واقعةً في الفئة العمرية ما بين الخامسة والعشرين والرابعة والأربعين عاماً، ونسبة 24.3% كانت ما بين الخامسة والأربعين والرابعة والستين، ونسبة 15.2% كانت ضمن فئة الخامسة والستين عاماً فما فوق. وتوزع التركيب الجنسي للسكان بنسبة 45.1% ذكور و54.9% إناث.

## المناخ
يظهر الجدول التالي التغييرات المناخية على مدار السنة لجاسبر:
| البيانات المناخية لـجاسبر                                                                                     | البيانات المناخية لـجاسبر | البيانات المناخية لـجاسبر | البيانات المناخية لـجاسبر | البيانات المناخية لـجاسبر | البيانات المناخية لـجاسبر | البيانات المناخية لـجاسبر | البيانات المناخية لـجاسبر | البيانات المناخية لـجاسبر | البيانات المناخية لـجاسبر | البيانات المناخية لـجاسبر | البيانات المناخية لـجاسبر | البيانات المناخية لـجاسبر | البيانات المناخية لـجاسبر |
| الشهر | يناير                     | فبراير                    | مارس                      | أبريل                     | مايو                      | يونيو                     | يوليو                     | أغسطس                     | سبتمبر                    | أكتوبر                    | نوفمبر                    | ديسمبر                    | المعدل السنوي             |
| --- | ------------------------- | ------------------------- | ------------------------- | ------------------------- | ------------------------- | ------------------------- | ------------------------- | ------------------------- | ------------------------- | ------------------------- | ------------------------- | ------------------------- | ------------------------- |
| متوسط درجة الحرارة الكبرى °ف (°م)                                                                             | 58.3 (14.6)               | 63.4 (17.4)               | 70.9 (21.6)               | 78.7 (25.9)               | 84.5 (29.2)               | 89.8 (32.1)               | 92.8 (33.8)               | 93.3 (34.1)               | 87.9 (31.1)               | 80.5 (26.9)               | 70.9 (21.6)               | 62.4 (16.9)               | 77.8 (25.4)               |
| المتوسط اليومي °ف (°م)                                                                                        | 46.9 (8.3)                | 50.7 (10.4)               | 58.4 (14.7)               | 66.4 (19.1)               | 72.5 (22.5)               | 78.1 (25.6)               | 80.8 (27.1)               | 80.9 (27.2)               | 75.5 (24.2)               | 66.7 (19.3)               | 58.2 (14.6)               | 49.8 (9.9)                | 65.4 (18.6)               |
| متوسط درجة الحرارة الصغرى °ف (°م)                                                                             | 35.5 (1.9)                | 38.0 (3.3)                | 45.9 (7.7)                | 54.0 (12.2)               | 60.5 (15.8)               | 66.3 (19.1)               | 68.7 (20.4)               | 68.3 (20.2)               | 63.1 (17.3)               | 52.7 (11.5)               | 45.4 (7.4)                | 37.2 (2.9)                | 53.0 (11.7)               |
| الهطول إنش (مم)                                                                                               | 4.4 (110)                 | 4.4 (110)                 | 4.4 (110)                 | 3.7 (94)                  | 5.6 (140)                 | 5.3 (130)                 | 3.8 (97)                  | 3.6 (91)                  | 4.1 (100)                 | 3.6 (91)                  | 4.6 (120)                 | 5.3 (130)                 | 52.7 (1٬340)              |
| متوسط تساقط الثلوج إنش (سم)                                                                                   | 0 (0)                     | 0 (0)                     | 0 (0)                     | 0 (0)                     | 0 (0)                     | 0 (0)                     | 0 (0)                     | 0 (0)                     | 0 (0)                     | 0 (0)                     | 0 (0)                     | 0 (0)                     | 0 (0)                     |
| المصدر: Weatherbase "Jasper Climate". Weatherbase. مؤرشف من الأصل في 2023-02-22. اطلع عليه بتاريخ 2010-03-11. |                           |                           |                           |                           |                           |                           |                           |                           |                           |                           |                           |                           |                           |

## أعلام
- جون ديفيس
- ديريك آرمسترونغ
- ريد براينت
- جو غيلبرت
- بادي إيس
- ليه ويليس